# 雲霧之灣酒莊
雲霧之灣酒莊（Cloudy Bay Vineyards）是一間位於新西蘭的馬爾堡葡萄酒產區的酒莊，現時於馬爾堡及中奥塔哥均設有葡萄園。
雲霧之灣酒莊成立於1985年，是馬爾堡首批成立的酒莊之一，他們釀造的長相思葡萄酒品質優良，贏得了國際讚譽，並為新西蘭白葡萄酒的國際聲譽做出了重要貢獻。
酒莊於2003年被法國香檳酒品牌凯歌香槟收購，現時則屬於酩悅·軒尼詩－路易·威登集團（LVMH）旗下。